# Billy Celeski
Blagoja „Billy“ Celeski (mazedonisch: Благоја Целески; * 14. Juli 1985 in Ohrid) ist ein in Mazedonien geborener australischer Fußballspieler. Der offensive Mittelfeldspieler steht seit 2008 bei Melbourne Victory unter Vertrag. Sein Cousin Naum Sekulovski ist ebenfalls Profifußballer.

## Vereinskarriere
Celeski unterschrieb 2005 seinen ersten Profivertrag bei Perth Glory, wurde aber nach 18 Einsätzen am Saisonende aus seinem Vertrag entlassen. Ein Jahr später verpflichtete Perth den offensiven Mittelfeldspieler erneut. Celeski gelangen vier Treffer in 14 Partien bei seinem zweiten Engagement bei Perth, darunter ein Hattrick gegen den Sydney FC. Im März 2008 wechselte er zum AFC-Champions-League-Teilnehmer Melbourne Victory. In seiner ersten Saison bei Melbourne gewann er die australische Meisterschaft und kam dabei in allen 24 Saisonspielen zum Einsatz. Zu Beginn der Saison 2009/10 zog er sich eine schwere Knieverletzung zu und fiel bis Saisonende aus.

## Nationalmannschaft
2005 nahm er mit der U-20-Nationalmannschaft an der Junioren-Weltmeisterschaft in den Niederlanden teil. Er kam beim Vorrundenaus in allen drei Partien zum Einsatz und wird im Technischen Bericht als „technisch versierter Mittelfeldspieler“ und „Ausgangspunkt zahlreicher gefährlicher Angriffsaktionen“ hervorgehoben. Von Auswahltrainer Graham Arnold wurde Celeski für das olympische Fußballturnier 2008 in China nominiert. Im Januar 2009 debütierte er gegen Indonesien in der australischen A-Nationalmannschaft.